# Destroyer (álbum)
Destroyer é o quarto álbum de estúdio da banda de hard rock, Kiss, lançado em 1976, teve como produtor Bob Ezrin.
É o segundo álbum consecutivo do Kiss que alcançou Top 20 no Estados Unidos. Ganhou disco de ouro pela RIAA em 22 de Abril de 1976 e disco de platina em 11 de novembro do mesmo ano.
Depois do estrondoso sucesso de Alive! o Kiss queria fazer um álbum que capturasse a energia das apresentações ao vivo. Para isso chamaram Bob Ezrin que ja tinha trabalhado com Alice Cooper, Bob Ezrin adicionou vários efeitos de som no álbum como vozes de crianças ("God of Thunder"), coros ("Great Expectations"), orquestras ("Beth"), as orquestrações ficaram a cargo da Orquestra Filarmônica de Nova Iorque. O sucesso de "Alive!" e "Destroyer" levaram o Kiss a primeira turnê na Europa.
Destroyer foi relatado por ter vendido entre 6 à 7 milhões em 2012, mas ainda tem de ser re-certificada para essa quantidade; 4 milhões de unidades foram realmente certificadas.
| Críticas profissionais                                                      | Críticas profissionais |
| Avaliações da crítica                                                       | Avaliações da crítica  |
| Fonte                                                                       | Avaliação              |
| --------------------------------------------------------------------------- | ---------------------- |
| allmusic                                                                    | [ 1 ]                  |
| Pitchfork                                                                   | (9.0)                  |
| Robert Christgau                                                            | (C+)                   |
| Rolling Stone                                                               | (razoável)             |
| Esta tabela precisa de ser acompanhada por texto em prosa. Consulte o guia. |                        |

## Faixas
| N.º | Título                         | Compositor(es)                           | Cantor principal | Duração |  |
| 1.  | "Detroit Rock City"            | Paul Stanley, Bob Ezrin                  | Stanley          | 5:17    |  |
| 2.  | "King of the Night Time World" | Stanley, Kim Fowley, Mark Anthony, Ezrin | Stanley          | 3:19    |  |
| 3.  | "God of Thunder"               | Stanley                                  | Simmons          | 4:13    |  |
| 4.  | "Great Expectations"           | Gene Simmons, Ezrin                      | Simmons          | 4:24    |  |
| 5.  | "Flaming Youth"                | Ace Frehley, Stanley, Simmons, Ezrin     | Stanley          | 2:59    |  |
| 6.  | "Sweet Pain"                   | Simmons                                  | Simmons          | 3:20    |  |
| 7.  | "Shout It Out Loud"            | Stanley, Simmons, Ezrin                  | Stanley, Simmons | 2:49    |  |
| 8.  | "Beth"                         | Peter Criss, Stan Penridge, Ezrin        | Criss            | 2:45    |  |
| 9.  | "Do You Love Me"               | Stanley, Fowley, Ezrin                   | Stanley          | 3:40    |  |
| 10. | "Untitled"                     | Simmons, Stanley, Ezrin                  | Instrumental     | 1:25    |  |

- "Untitled" é uma faixa escondida é conhecida como "Rock N' Roll Party", é uma mistura do coro de "Great Expectations" misturado com um monte de coisa e uma frase de Paul Stanley: "I tell you all, it looks like, it looks like we're gonna have ourselves...a rock and roll party!".

## Destroyer: Resurrected
Em 2012 para comemorar os 35 anos do álbum, eles remixaram e lançaram o álbum intitulado Destroyer: Resurrected.
Além disso, o "Destroyer: Resurrected" foi lançado agora com a arte de capa originalmente pretendida, considerada controversa demais para a época. Criada pelo artista Ken Kelly, a capa "marrom" retrata o KISS vestido com seus trajes do "Alive!" e de pé diante dos destroços de uma cidade em chamas arruinada. Na época, a gravadora achou que era violento demais e deixou ficar a versão "azul" conhecida atualmente. Esse lançamento também marcou a primeira vez que uma ilustração de quadrinhos da banda aparecesse na capa, confirmando que a banda estava se transformando de roqueiros da pesada em super-heróis.

## Integrantes
- Paul Stanley - Guitarra Rítmica, Vocal principal e Vocal de apoio
- Gene Simmons - Baixo, Vocal principal e Vocal de apoio
- Ace Frehley - Guitarra Solo
- Peter Criss - Bateria, Vocal principal e Vocal de apoio

Músicos adicionais
- Dick Wagner - Guitarra Solo em "Flaming Youth" e "Sweet Pain", Violão em "Beth"
- Coral de garotos de Harlem - Vocais em "Great Expectations"
- David e Josh Ezrin - Vozes em "God of Thunder"
- Orquestra Sinfônica - Filarmônica de Nova Iorque